# Sinseollo
Sinseollo hay yeolguja tang là một món lẩu ẩm thực Triều Tiên với thành phần gồm thịt viên, jeonyueo (전유어) nhỏ và tròn, nấm, rau. Món này là một dạng jeongol (món thịt hầm Triều Tiên).
Trước kia, thành phần của lẩu sinseollo chủ yếu là rau, song ngày nay có thêm nhiều thịt và cá. Món này có thể gồm đến 25 thành phần, như thịt bò, thịt lợn, cá, hải sâm và nhiều loại rau khác. Thịt bò luộc và củ cải thái được cho vào nồi lẩu cùng với thịt bò tẩm gia vị và hải sản. Sau đó thêm nấm, cà rốt và các loại rau khác, tiếp theo là thịt viên, quả óc chó, hạt thông, hạt bạch quả, ớt để tạo màu.